# Comahueites aequalicostatus
Comahueites aequalicostatus (лат.) — вид вымерших головоногих моллюсков из семейства Neocomitidae подкласса аммонитов, живших во времена нижнемеловой эпохи на территории современной Аргентины. Единственный в роде Comahueites.

## История исследования
Описан в  2018 году Беатрисой Агирре-Урретой и Питером Ф. Роусоном по окаменелым остаткам из готеривских отложений формации Агрио.

## Палеобиогеография
Скорее всего, обитал только на территории формации Агрио.